# Mythos (philosophie)
Mythos (grec ancien μῦθος muthos « parole, discours, récit, légende, mythe ») est une forme de savoirs et de discours de la tradition philosophique. Elle désigne l'intelligence narrative.